# Zhao Shuang
Dans ce nom chinois, le nom de famille, Zhao, précède le nom personnel.
Zhao Shuang (en chinois : 赵爽), née le 21 juin 1990, dans la province du Heilongjiang, en Chine, est une joueuse chinoise de basket-ball. Elle évolue au poste d'ailière.

## Palmarès
- Championne d'Asie 2011